# Diócesis de Asís-Nocera Umbra-Gualdo Tadino
La diócesis de Asís-Nocera Umbra-Gualdo Tadino (en latín: Dioecesis Assisiensis-Nucerina-Tadinensis y en italiano: Diocesi di Assisi-Nocera Umbra-Gualdo Tadino) es una circunscripción eclesiástica de la Iglesia católica en Italia. Se trata de una diócesis latina, sufragánea del arquidiócesis de Perugia-Città della Pieve. Desde el 19 de noviembre de 2005 su obispo es Domenico Sorrentino.

## Territorio y organización

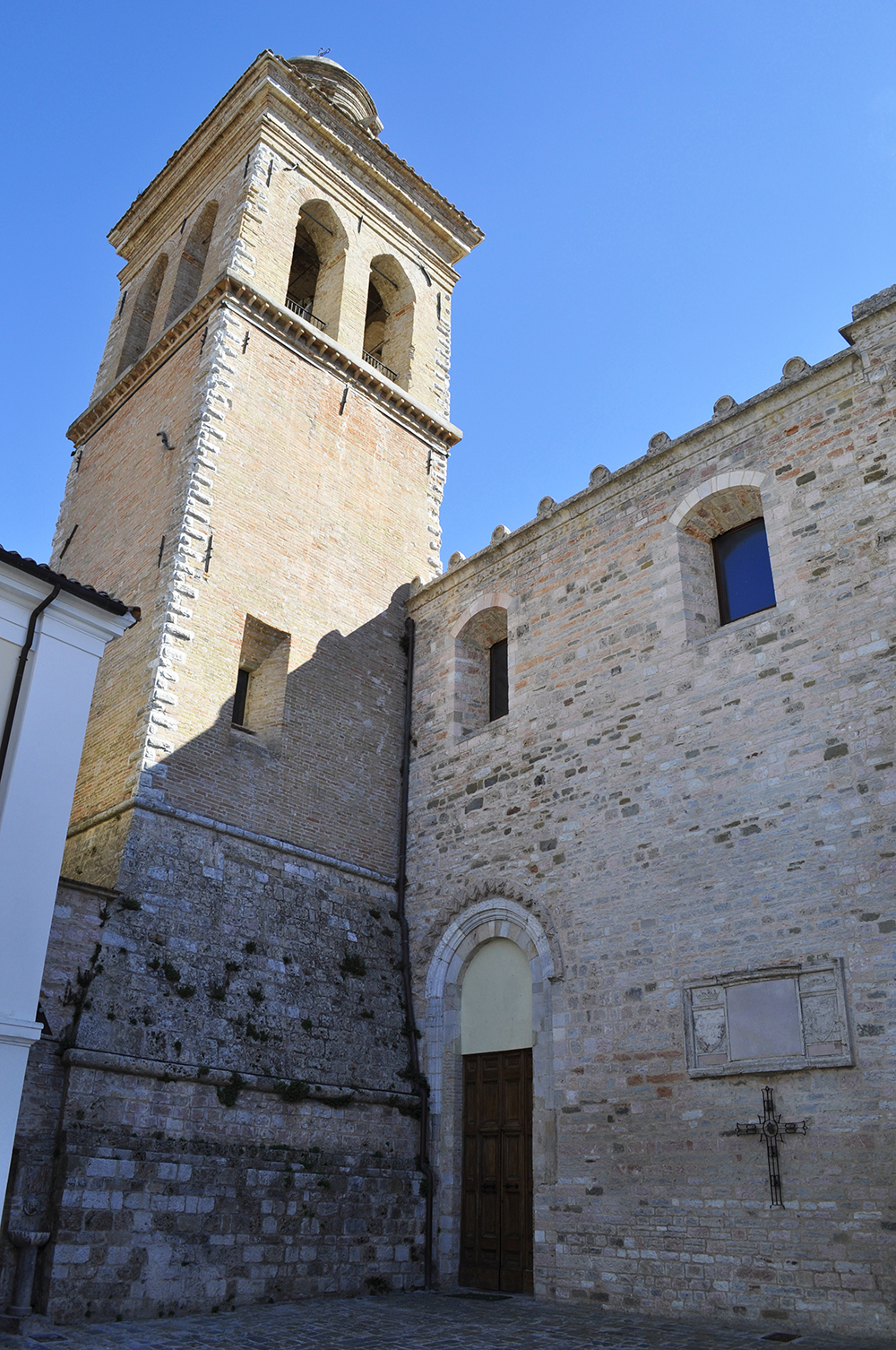
Concatedral de Santa María Asunta, en Nocera Umbra

La diócesis tiene 722 km² y extiende su jurisdicción sobre los fieles católicos de rito latino residentes en parte de la provincia de Perugia en la región de Umbría, comprendiendo las comunas de: Asís (excluida la fracción de Armenzano que pertenece a la diócesis de Foligno), Nocera Umbra, Gualdo Tadino, Bettona, Fossato di Vico, Sigillo, Bastia Umbra (excepto la fracción de Ospedalicchio, que pertenece a la arquidiócesis de Perugia-Città della Pieve), Valfabbrica y Cannara.

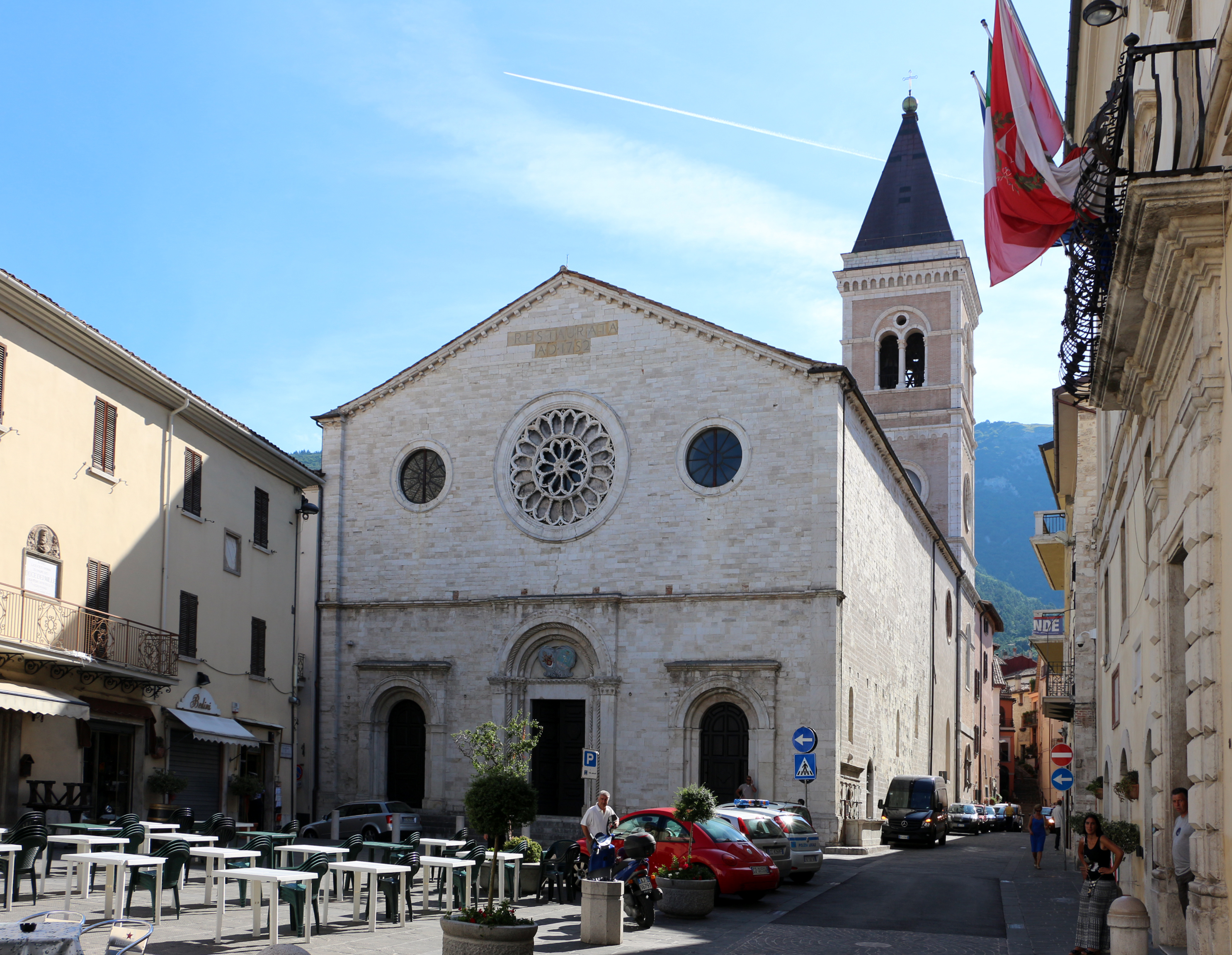
Concatedral de San Benito, en Gualdo Tadino

La sede de la diócesis se encuentra en la ciudad de Asís, en donde se halla la Catedral de San Rufino. En Nocera Umbra se encuentra la Concatedral de Santa María Asunta y en Gualdo Tadino la Concatedral de San Benito. En Asís también se halla la excatedral de Santa María la Mayor, en donde desde el 6 de abril de 2019 reposan los restos del beato Carlo Acutis.

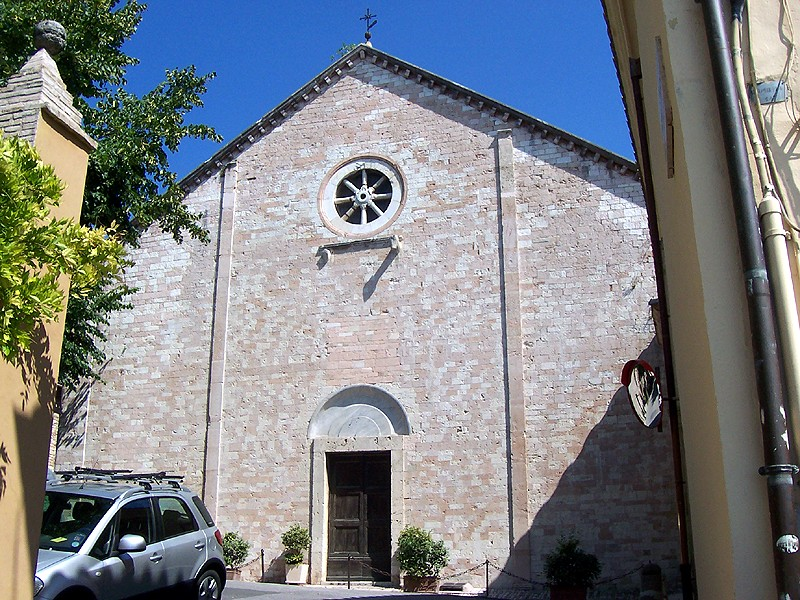
Excatedral de Santa María la Mayor, en Asís

En 2022 en la diócesis existían 62 parroquias agrupadas en 5 vicariatos foráneos.

### Lugares franciscanos

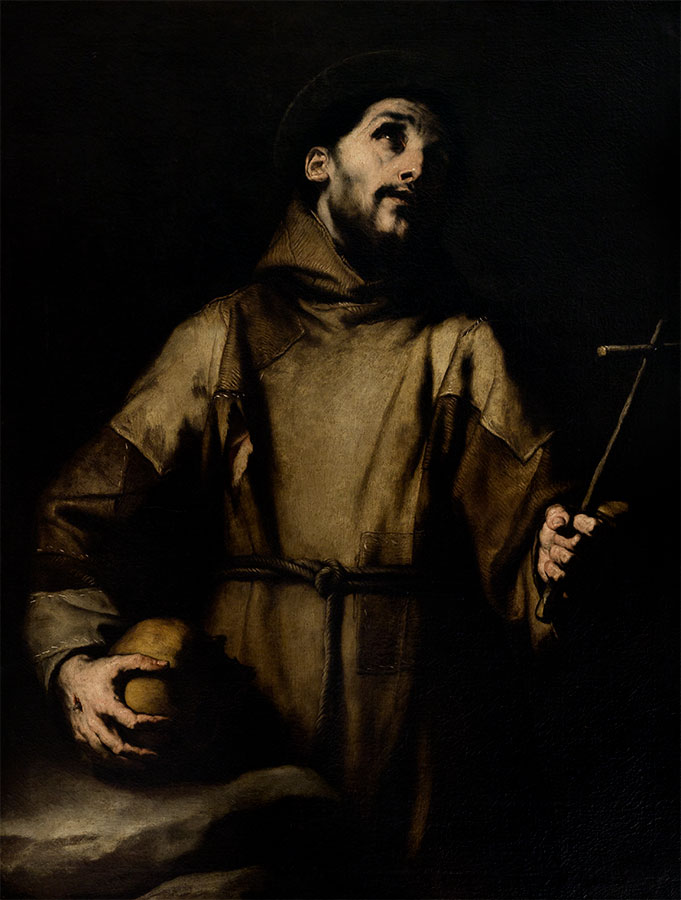
San Francisco de Asís, por Luca Giordano

Asís es famosa por ser la cuna de san Francisco. Todos los lugares relacionados con él han sido conservados o transformados en santuarios. Entre ellos se encuentra la basílica de Santa María de los Ángeles, construida siguiendo el modelo de la Basílica de San Pedro en Roma por el papa Pío V sobre la Porciúncula, cuna de la orden franciscana y lugar de la muerte de Francisco. Los restos del santo se conservan ahora en la basílica papal de San Francisco, cuya primera piedra fue colocada el 25 de julio de 1228 por el papa Gregorio IX y consagrada por el papa Inocencio IV. La basílica consta de tres santuarios superpuestos y es una de las primeras iglesias góticas de Italia.

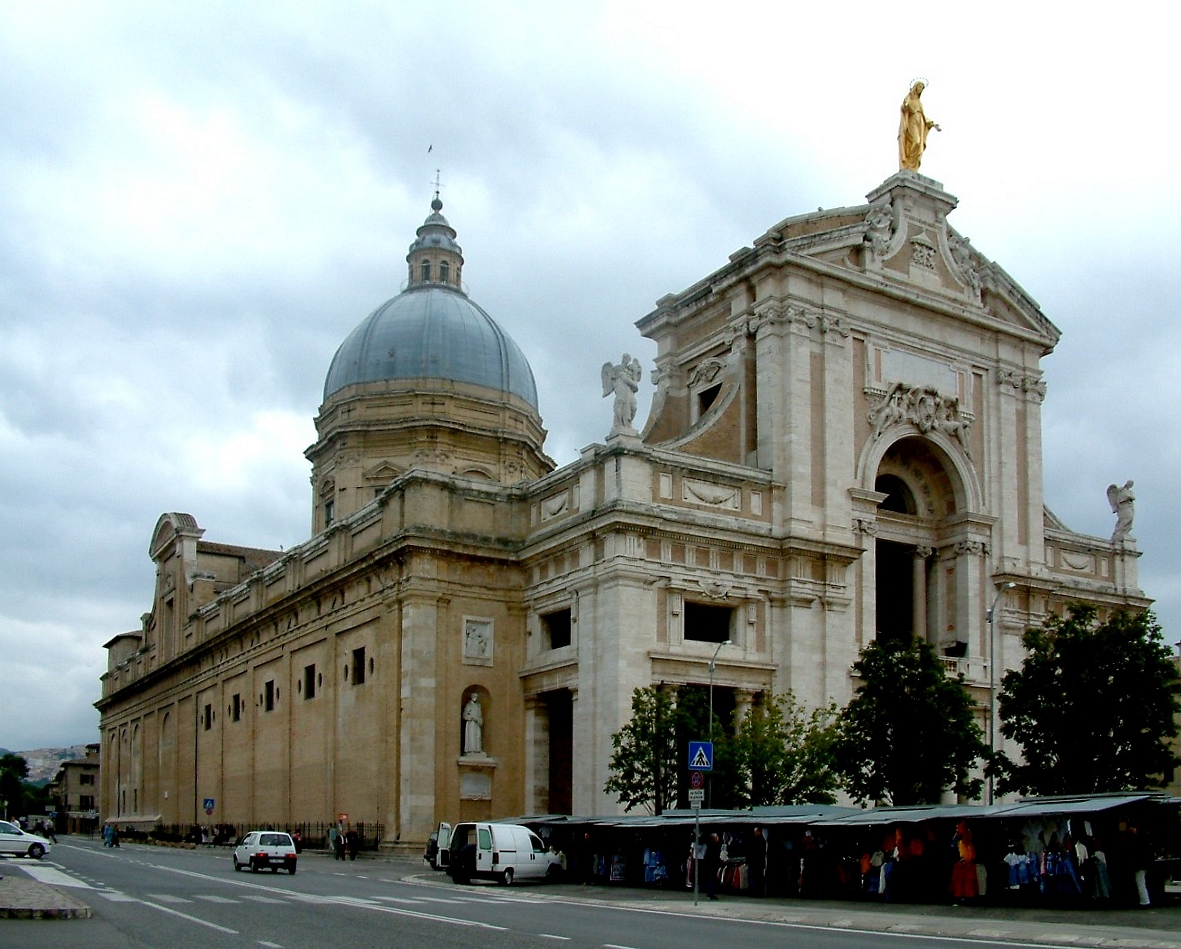
Basílica de Santa María de los Ángeles, en Asís

Otros edificios franciscanos importantes en la diócesis de Asís son: la iglesia Nueva, construida sobre la casa natal de Francisco a expensas del rey Felipe III de España en 1615; la basílica de Santa Clara, construida en el siglo XIII, contiene los restos de santa Clara, fundadora junto con san Francisco de la orden de las monjas clarisas; el convento de San Damián, donde Clara fue abadesa; la ermita de Carceri, en el monte Subasio; y el santuario de Rivotorto, en Rivotorto.

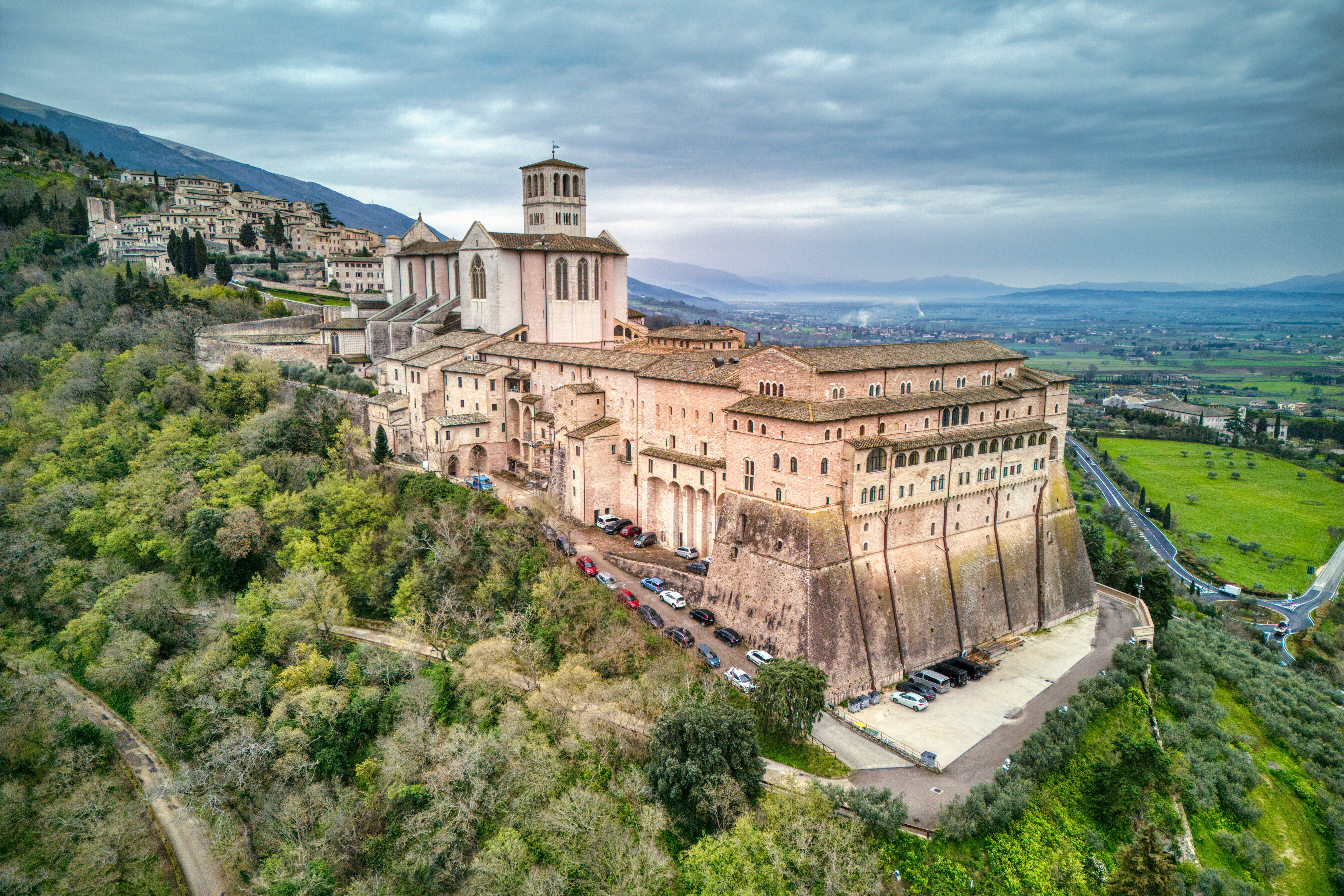
Basílica papa de San Francisco, en Asís

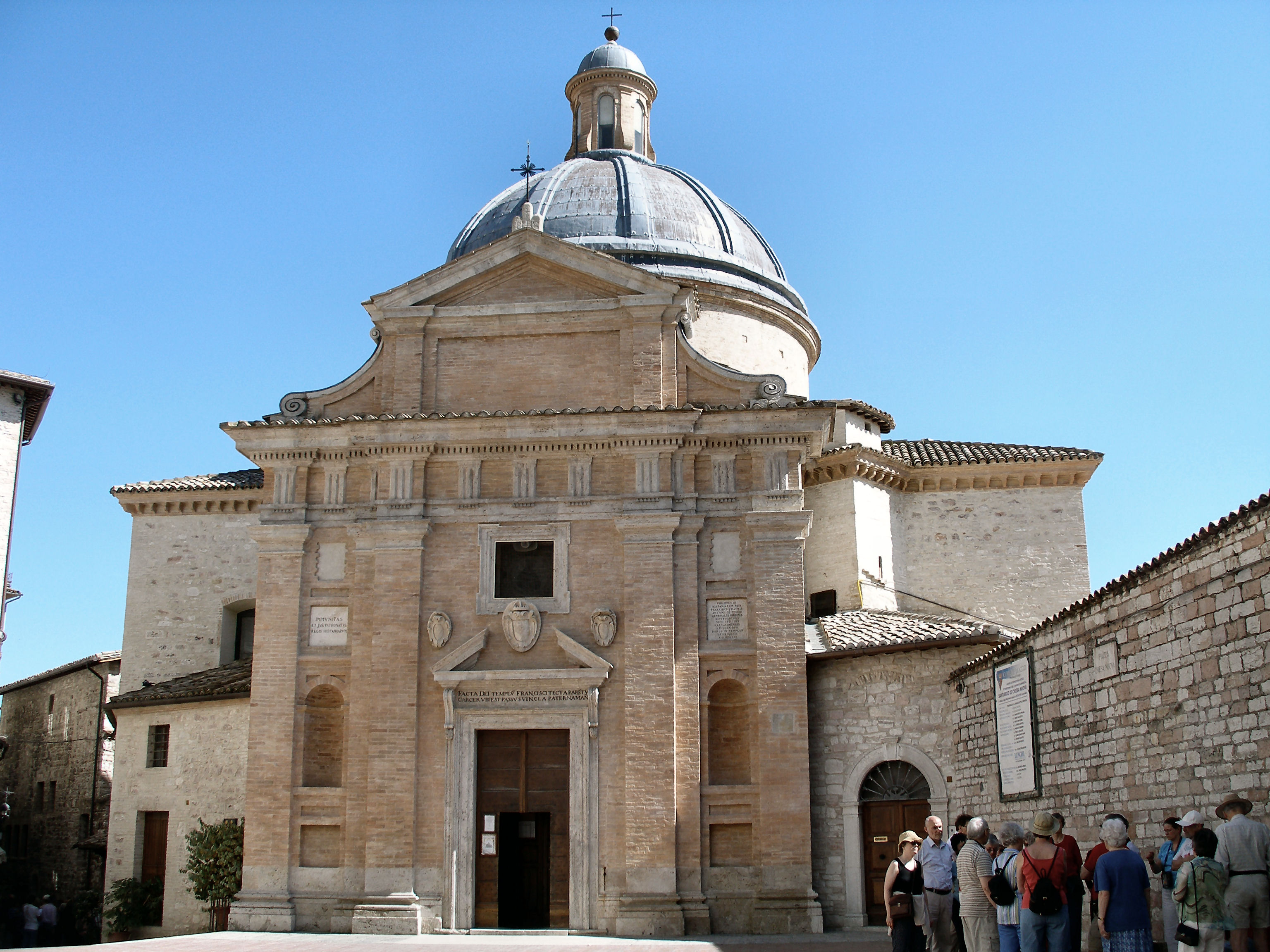
Iglesia Nueva, en Asís

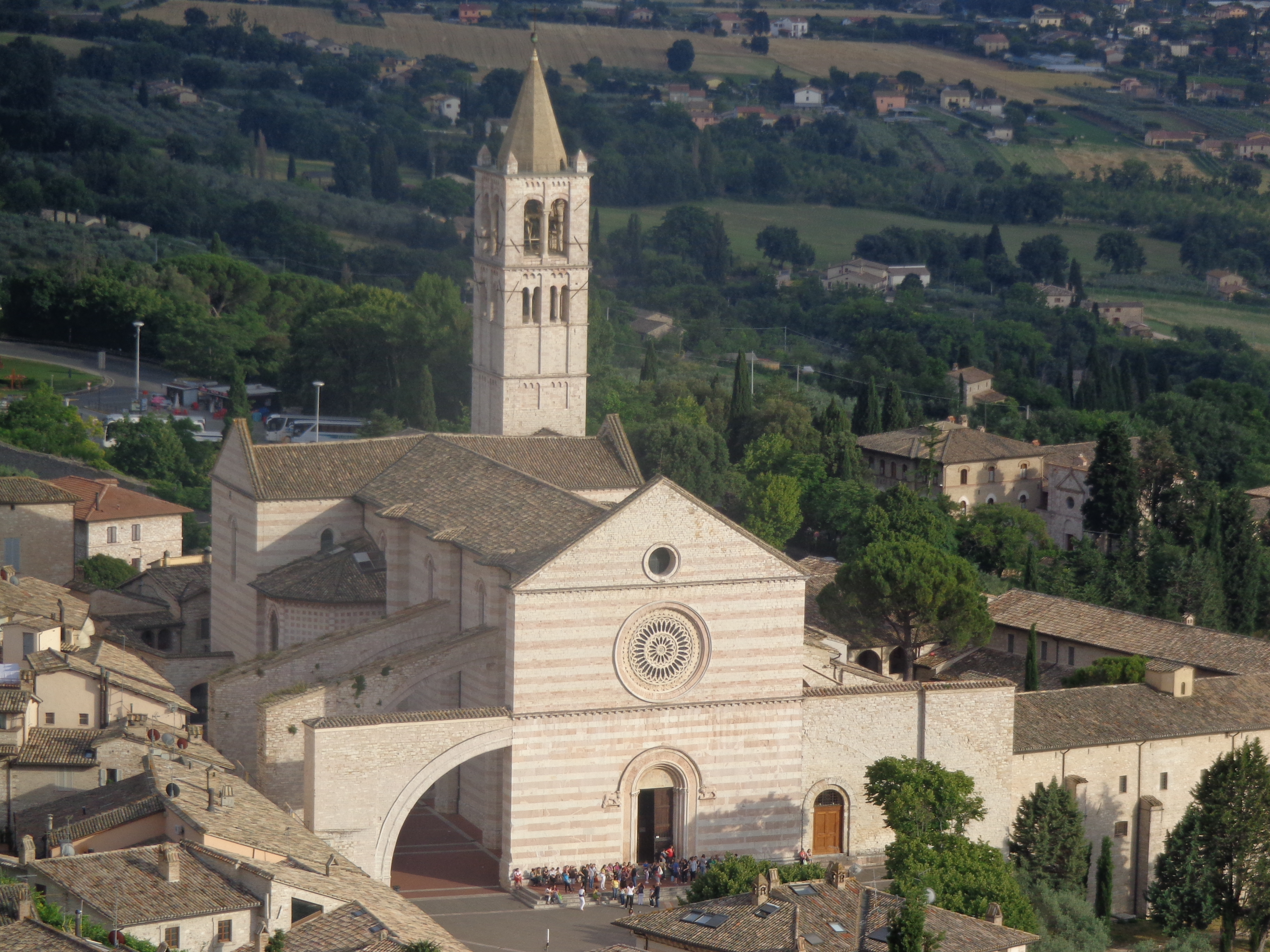
Basílica de Santa Clara, en Asís

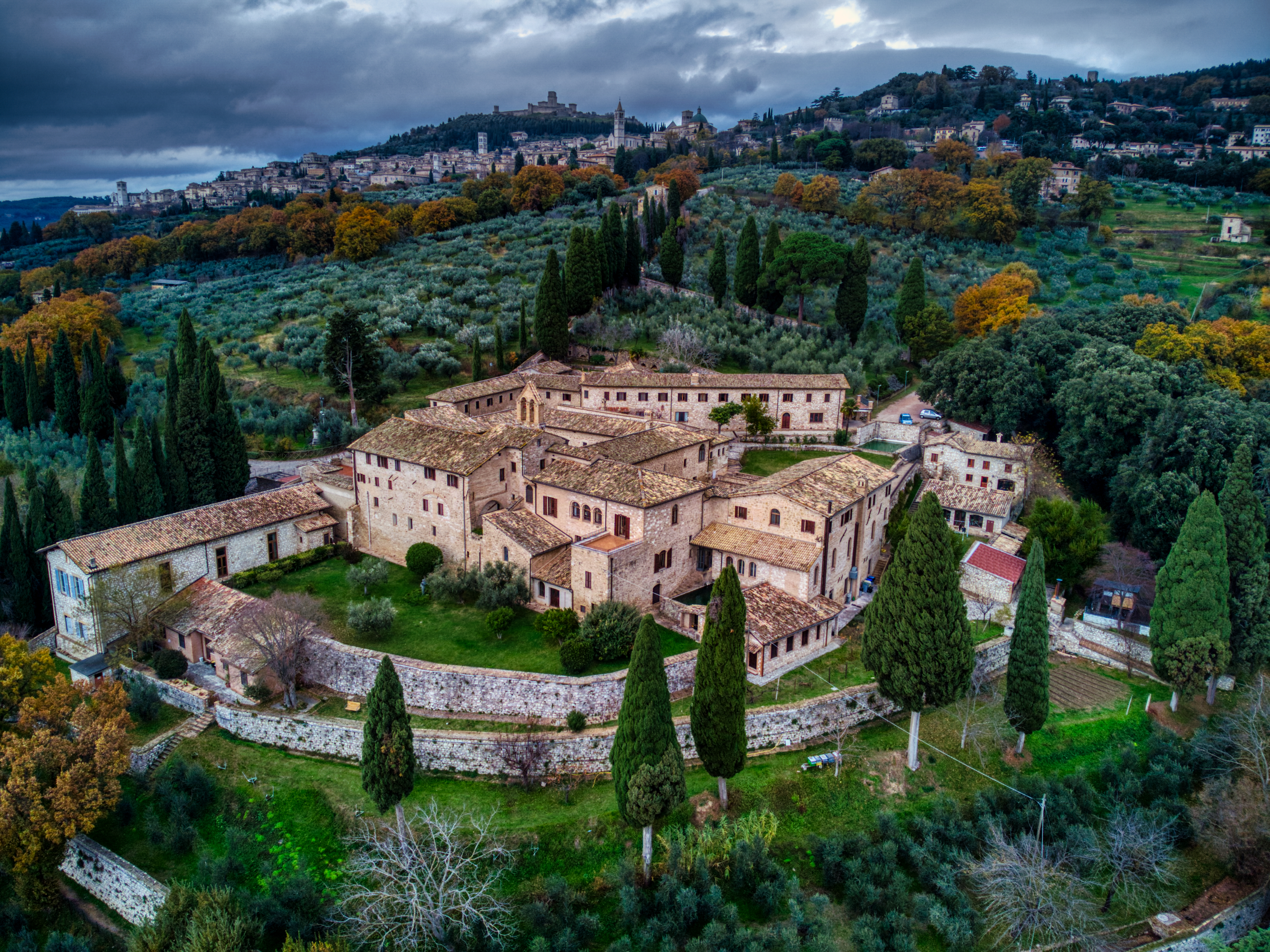
Convento de San Damián, en Asís

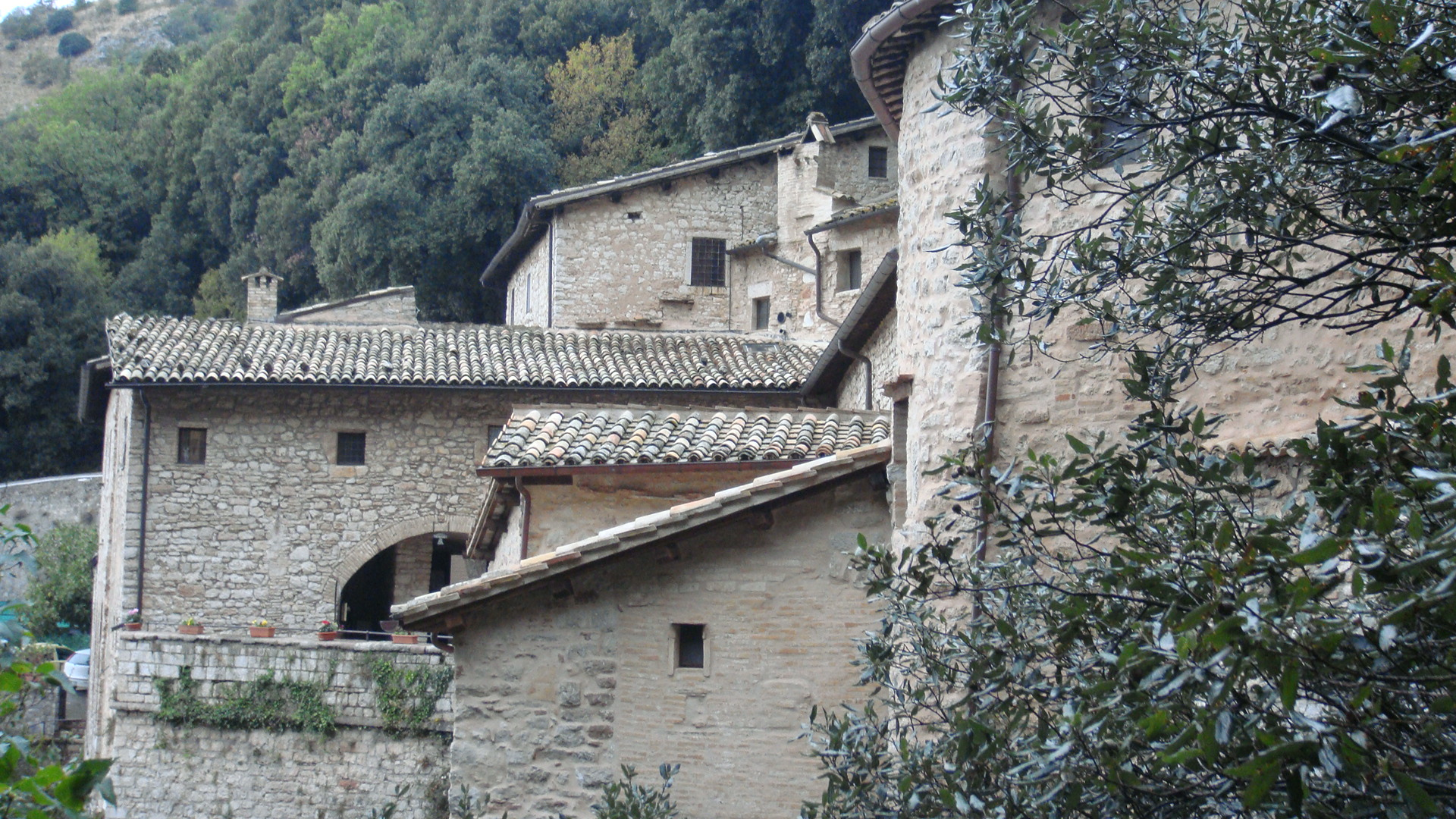
Ermita de Carceri, en el monte Subasio

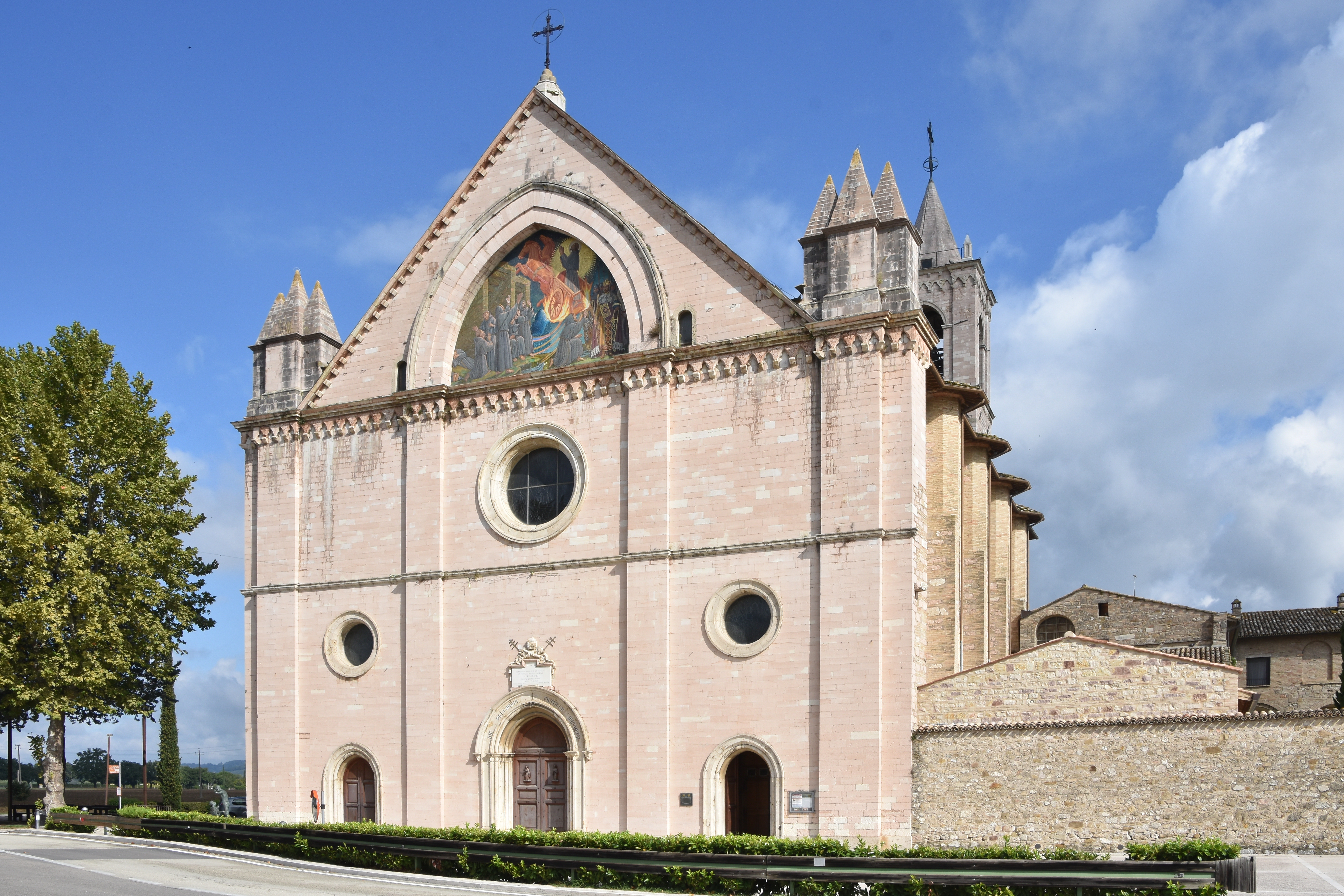
Santuario de Rivotorto, en Rivotorto

## Historia
La actual diócesis nació en 1986 de la unión de dos antiguas sedes episcopales, Asís y Nocera Umbra, que en 1915 había tomado el nombre de Nocera Umbra-Gualdo Tadino.

### Diócesis de Asís
La diócesis fue erigida en el siglo III. La primera predicación cristiana en Asís, según la tradición, se atribuye a san Crispolto, Bettona (la antigua Vettona), que sufrió el martirio bajo el emperador Maximiano. La tradición atribuye a la sede de Asís como primeros obispos a tres santos mártires: Rufino, patrono de la diócesis, Victorino y Sabino. La atribución de los obispos Basilio y Deodato a Asís es incierta.
Aventio, el primer obispo confirmado históricamente hacia mediados del siglo VI, intercedió ante Totila en favor del pueblo de Asís, evitando que la ciudad fuera saqueada por el ejército ostrogodo que marchaba contra Roma. Además, en 547 fue legado de los ostrogodos ante el emperador Justiniano I. Probablemente en la época de este obispo Asís absorbió el territorio de la diócesis de Bettona.
Muchos de los obispos de los siglos siguientes son conocidos gracias a su presencia en los concilios celebrados por los pontífices. El primero de ellos es Aquilino, que participó en el Concilio de Letrán de 649 convocado por el papa Martín I para condenar la herejía monotelita.
En los siglos VII y VIII Asís cayó bajo el dominio de los duques lombardos, y en 773 fue arrasada por Carlomagno; quien posteriormente la reconstruyó, purgándola de arrianos y partidarios de los lombardos. En esos años se construyó la fortaleza de Asís, aumentando el poder militar y la importancia de la ciudad.
En el año 963, en un pergamino del obispo Eremedio, se atestigua por primera vez la existencia de la residencia episcopal cerca de la iglesia de Santa María la Mayor, catedral originaria de la diócesis. El obispo Ugo (1029-1052) trasladó la catedral a la iglesia de San Rufino, que él mismo había mandado construir en lugar del pequeño oratorio donde se veneraban los restos del santo. En 1140 se inició su reconstrucción y se concluyó en el siglo siguiente, con la consagración del altar mayor en 1228 y de toda la iglesia en 1253. El obispo Ugo también jugó un papel importante en la política religiosa de la época, cuando se convirtió en el jefe de la delegación de obispos enviada a la Dieta de Worms, donde fue elegido papa León IX.
A principios del siglo XIII, en Asís surgió la orden religiosa fundada por san Francisco y la rama femenina, las monjas clarisas, reunidas en torno a santa Clara. Desde mediados de siglo la diócesis fue gobernada por obispos de la orden franciscana.
Según el privilegio concedido por el papa Inocencio III al obispo Guido I en 1198, considerado sin embargo una falsificación, en aquella época «el territorio diocesano comprendía las actuales comunas de Asís, Bastia Umbra, Cannara, Bettona, Valfabbrica y una pequeña parte de las comunas de Gualdo Cattaneo y Bevagna». Según algunas reconstrucciones topográficas, la diócesis de Asís, entre finales del siglo XIII y el siglo XIV, era una de las más pequeñas de Umbría, extendiéndose sobre un territorio de aproximadamente 312 km², incluyendo un total de 95 iglesias, de las cuales 41 en centros urbanos y 54 en centros rurales.
A partir de la segunda mitad del siglo XVI los obispos se comprometieron a aplicar los decretos de reforma del Concilio de Trento; entre ellos destacaron especialmente Filippo Geri (1564-1575), que inició la construcción de la basílica de Santa María de los Ángeles, y Marcello Crescenzi (1591-1630), que inició la reconstrucción del palacio episcopal y fundó el seminario diocesano, que se desarrolló bajo su sucesor Tegrimo Tegrimi (1630-1641). En el siglo XVIII, el obispo Ottavio Ringhieri (1736-1755) inició una serie de reformas y medidas para limitar el avance de las ideas de la Ilustración en la diócesis.
Durante la ocupación francesa, el obispo Francesco Maria Giampè (1796-1827) se negó a jurar fidelidad a Napoleón y por este motivo fue exiliado a Córcega, como buena parte de su clero.
A principios del siglo XX la diócesis fue gobernada por dos obispos, Luigi De Persiis (1896-1904) y Ambrogio Luddi (1905-1927), convencidos opositores del modernismo teológico. Quien pagó el precio fue el biógrafo franciscano Paul Sabatier, fundador de la "Sociedad Internacional de Estudios Franciscanos" en Asís en 1902.
Durante la ocupación alemana, el obispo Giuseppe Placido Nicolini escondió y protegió a más de 300 judío. Por su acción heroica es reconocido entre los "Justos entre las Naciones" en Yad Vashem. Fue durante el obispado de Nicolini que el papa Juan XXIII visitó Asís, la primera visita de un pontífice fuera de Roma después de 1870.
Del 5 al 9 de septiembre de 1951 Asís fue sede del XIII Congreso Eucarístico Nacional Italiano, en el que asistió como legado papal el cardenal Ildefonso Schuster.
El 14 de abril de 1980 la parroquia de San Michele Arcangelo en Limigiano, en la comuna de Bevagna, pasó a la arquidiócesis de Spoleto mediante el decreto Quo aptius de la Congregación para los Obispos.

### Diócesis de Tadinum y Nocera
En el siglo IV o V se erigió la diócesis de Tadinum. Según la tradición, la evangelización del territorio se atribuye al obispo san Feliciano de Foligno. De esta antigua sede se conocen dos obispos: san Facondino, que se identifica con el obispo del mismo nombre que, según el testimonio de Atanasio de Alejandría, se adhirió, aunque no participó, a las decisiones del Concilio de Sárdica (343/344); y Gaudenzio, que participó en el Concilio Romano convocado por el papa Símaco en 499. De una carta de Gregorio Magno se desprende que en el año 599 la diócesis estaba vacante y que el pontífice envió como visitador al obispo Gaudioso de Gubbio para elegir una persona idónea como obispo. La diócesis desapareció debido a las destrucciones llevadas a cabo primero por los godos, luego por los lombardos y finalmente por los sarracenos.
La historiografía ha elaborado dos hipótesis sobre el origen de la diócesis de Nocera y su conexión con la de Tadinum. Algunos historiadores sostienen que la diócesis de Nocera ya existía en época romana y, aunque es difícil distinguir a los obispos de la sede umbría de los de la diócesis homónima de Nocera en Campania, ciertamente le atribuyen al obispo Aprile atestiguado en el concilio romano del 6 de noviembre de 502. Más tarde desapareció también la diócesis de Nocera en Umbría, que fue restablecida a principios de la Edad Media por los pontífices, que unieron a ella las antiguas sedes de Tadino, Plestia, Sentinum (Sassoferrato) y Usentis (de identificación incierta). Otros autores, sin embargo, basándose en la Vita de san Rinaldo, obispo de Nocera a principios del siglo XIII, creen que la diócesis de Nocera surgió solo en la Alta Edad Media, quizás entre los siglos VIII y IX, debido al traslado de la sede episcopal de Tadino a Nocera, a la que se unieron otras antiguas diócesis umbras desaparecidas hacía mucho tiempo.
No hay duda de que la diócesis de Nocera existía ya en el siglo XI, por la presencia de los primeros obispos que se pueden atribuir con certeza a la diócesis de umbra, Romano, Dodone y Ludovico en la primera mitad del siglo. En la primera mitad del siglo XIII la sede de Nocera fue ocupada por el santo obispo Rinaldo, cuyo culto se extendió pronto por toda la diócesis de la que fue proclamado patrono.
Después de la destrucción de Nocera en 1248 a manos del emperador Federico II, el obispo, huyendo con sus sacerdotes, estableció la sede episcopal de la diócesis por más de 40 años en la rectoría de San Facondino cerca de Gualdo Tadino.
Según algunas reconstrucciones topográficas, la diócesis de Nocera, entre finales del siglo XIII y el siglo XIV, en relación con las demás diócesis de Umbría, era de tamaño medio, extendiéndose sobre un territorio de aproximadamente 767 km², incluyendo un total de 179 iglesias, de las cuales 35 en centros urbanos y 144 en centros rurales.
El primer sínodo diocesano que se conoce se remonta al siglo XIV, celebrado en 1349 por el beato Alessandro Vincioli. En 1448, el obispo Giovanni Marcolini inició la reconstrucción de la antigua catedral de Santa María Asunta, que se encontraba en ruinas. Las obras finalizaron en la primera mitad del siglo XVI.
En 1569 el obispo Girolamo Mannelli fundó el seminario diocesano. El mismo obispo, en 1564, había emitido normas para la aplicación de los decretos de reforma del Concilio de Trento.
Durante la ocupación francesa, el obispo Francesco Luigi Piervissani (1800-1848) se negó a jurar lealtad a Napoleón y, por lo tanto, fue exiliado a Trévoux. A su regreso a la diócesis se comprometió activamente en la reconstrucción de la diócesis con una intensa actividad pastoral. En 1818 la diócesis perdió parte de su territorio en favor de la diócesis de Cagli. Estos mismos territorios al año siguiente pasaron a formar parte de la nueva diócesis de Pérgola.
El 2 de enero de 1915 la diócesis de Nocera Umbra tomó el nombre de diócesis de Nocera Umbra y Gualdo Tadino, en memoria de la antigua diócesis de Tadinum y debido a la creciente importancia asumida por la ciudad de Gualdo dentro de la diócesis a partir del siglo XIX. La iglesia de San Benedicto, que ya el papa Pío IX había elevado al rango de colegiata, pasó a ser catedral honoris tantum causa, es decir, como título puramente honorífico. En 1980 fue elevada a basílica menor por el papa Juan Pablo II.
El 5 de junio de 1937 la parroquia de Annifo, en la comuna de Foligno, fue separada de la diócesis de Nocera Umbra y Gualdo Tadino y anexada a la diócesis de Foligno mediante el decreto Quum supplices de la Congregación Consistorial.
Durante la guerra, la diócesis vivió momentos de dificultad y enfrentamientos entre las diversas facciones políticas. El 9 de junio y el 14 de julio de 1944, los sacerdotes Nicola Polidori y Gildo Vian fueron fusilados por los partisanos, mientras que el 19 de junio del mismo año otro sacerdote diocesano, David Berrettini, fue ejecutado por los nazis después de haber obtenido la liberación de 18 personas. El obispo Domenico Ettorre (1940-1943) fue acusado por los fascistas de desarrollar actividades políticas y de tener contactos con partisanos de la Democracia Cristiana. Su última carta pastoral fue confiscada por orden del gobierno pronazi.
El 19 de marzo de 1984 la diócesis de Nocera Umbra-Gualdo Tadino cedió las más de 40 parroquias situadas en la región de Marcas a las diócesis vecinas de Fabriano, Pergola, Camerino y Senigallia, mediante el decreto Conferentia Episcopalis de la Congregación para los Obispos. Con estos traslados, en vísperas de la unión con Asís, la diócesis de Nocera Umbra-Gualdo Tadino incluía 39 parroquias en las comunas de Nocera Umbra (15), Gualdo Tadino (16), Fossato di Vico (5) y Sigillo, y en las fracciones de Casacastalda (comuna de Valfabbrica) e Isola Fossara (comuna de Scheggia y Pascelupo).

### Diócesis de Asís-Nocera Umbra-Gualdo Tadino
El 15 de agosto de 1972 las dos diócesis, hasta entonces inmediatamente sujetas a la Santa Sede, pasaron a formar parte de la provincia eclesiástica de la arquidiócesis de Perugia. Al poco tiempo quedaron vacantes por la muerte de los obispos Giuseppe Placido Nicolini (noviembre de 1973) y Giuseppe Pronti (febrero de 1974), por lo que el 12 de diciembre de 1974 Dino Tomassini pudo ser nombrado obispo de ambos, que quedaron por tanto unidos in persona episcopi.
El 30 de septiembre de 1986, mediante el decreto Instantibus votis de la Congregación para los Obispos, se constituyó la plena unión de las diócesis de Asís y Nocera Umbra-Gualdo Tadino y el nuevo distrito eclesiástico asumió su nombre actual.
En 2006 se inauguró el museo diocesano de Asís, heredero del museo de la catedral de San Rufino, fundado en 1941 por el obispo Giuseppe Placido Nicolini.
Desde el 26 de junio de 2021 está unida in persona episcopi a la diócesis de Foligno.

## Estadísticas
Según el Anuario Pontificio 2023 la diócesis tenía a fines de 2022 un total de 83 462 fieles bautizados.
| Año                                                                             | Población            | Población | Población      | Sacerdotes | Sacerdotes    | Sacerdotes    | Bautizados por sacerdote | Diáconos permanentes | Religiosos | Religiosos | Parroquias |
| Año                                                                             | Bautizados católicos | Total     | % de católicos | Total      | Clero secular | Clero regular | Bautizados por sacerdote | Diáconos permanentes | Varones    | Mujeres    | Parroquias |
| ------------------------------------------------------------------------------- | -------------------- | --------- | -------------- | ---------- | ------------- | ------------- | ------------------------ | -------------------- | ---------- | ---------- | ---------- |
| Diócesis de Asís                                                                |                      |           |                |            |               |               |                          |                      |            |            |            |
| 1905                                                                            | 28 500               | ?         | ?              | 189        | 64            | 125           | 151                      |                      | ?          | ?          | 35         |
| 1950                                                                            | 34 653               | 34 653    | 100.0          | 172        | 52            | 120           | 201                      |                      | 154        | 480        | 36         |
| 1959                                                                            | 42 442               | 42 442    | 100.0          | 161        | 40            | 121           | 263                      |                      | 220        | 465        | 37         |
| 1970                                                                            | 45 000               | 45 000    | 100.0          | 177        | 42            | 135           | 254                      |                      | 165        | 539        | 37         |
| 1980                                                                            | 59 500               | 60 000    | 99.2           | 155        | 38            | 117           | 383                      |                      | 188        | 534        | 37         |
| Diócesis de Nocera Umbra y Gualdo Tadino                                        |                      |           |                |            |               |               |                          |                      |            |            |            |
| 1950                                                                            | 60 320               | 60 320    | 100.0          | 138        | 98            | 40            | 437                      |                      | 63         | 227        | 82         |
| 1970                                                                            | 43 000               | 43 000    | 100.0          | 122        | 80            | 42            | 352                      |                      | 54         | 180        | 85         |
| 1980                                                                            | 40 315               | 40 350    | 99.9           | 97         | 66            | 31            | 415                      |                      | 37         | 138        | 85         |
| Diócesis de Asís-Nocera Umbra-Gualdo Tadino                                     |                      |           |                |            |               |               |                          |                      |            |            |            |
| 1990                                                                            | 75 000               | 75 400    | 99.5           | 217        | 78            | 139           | 345                      | 1                    | 273        | 570        | 63         |
| 1999                                                                            | 77 000               | 78 000    | 98.7           | 204        | 66            | 138           | 377                      | 4                    | 243        | 359        | 63         |
| 2000                                                                            | 77 000               | 78 000    | 98.7           | 193        | 64            | 129           | 398                      | 4                    | 234        | 259        | 62         |
| 2001                                                                            | 77 000               | 78 000    | 98.7           | 187        | 65            | 122           | 411                      | 4                    | 213        | 309        | 62         |
| 2002                                                                            | 77 500               | 78 000    | 99.4           | 204        | 65            | 139           | 379                      | 4                    | 229        | 490        | 63         |
| 2003                                                                            | 78 300               | 80 050    | 97.8           | 226        | 68            | 158           | 346                      | 5                    | 244        | 416        | 63         |
| 2004                                                                            | 78 500               | 80 730    | 97.2           | 204        | 65            | 139           | 384                      | 5                    | 220        | 420        | 63         |
| 2006                                                                            | 81 000               | 84 850    | 95.5           | 208        | 65            | 143           | 389                      | 7                    | 224        | 419        | 63         |
| 2012                                                                            | 84 300               | 88 600    | 95.1           | 208        | 67            | 141           | 405                      | 8                    | 218        | 472        | 63         |
| 2015                                                                            | 84 800               | 89 300    | 95.0           | 205        | 62            | 143           | 413                      | 14                   | 216        | 425        | 63         |
| 2018                                                                            | 83 680               | 88 180    | 94.9           | 222        | 66            | 156           | 376                      | 17                   | 220        | 269        | 63         |
| 2020                                                                            | 83 800               | 88 192    | 95.0           | 269        | 49            | 220           | 311                      | 18                   | 296        | 451        | 63         |
| 2022                                                                            | 83 462               | 87 824    | 95.0           | 208        | 48            | 160           | 401                      | 19                   | 258        | 467        | 62         |
| Fuente: Catholic-Hierarchy, que a su vez toma los datos del Anuario Pontificio. |                      |           |                |            |               |               |                          |                      |            |            |            |

## Episcopologio
- San Rufino? † (?-238 falleció)
- San Vittorino? † (?-circa 240 falleció)
- San Sabino? † (?-circa 303 falleció)
- Basilio? † (mencionado en 412?)[22]
- Deodato? † (mencionado en 540?)[22]
- Avenzio † (mencionado en 547)[23]
- Ildefonso? † (mencionado en 600 circa)[22]
- Aquilino † (mencionado en 649)
- Pascasio? † (mencionado en 800 circa)[24]
- Maio † (antes de 821-después de 826)
- Bencreato? † (mencionado en 850?)[24]
- Ibone † (mencionado en 853)
- Raino † (mencionado en 861)[25]
- Pietro? † (mencionado en 950)[24]
- Eremedio † (mencionado en 963)
- Ingizo? † (mencionado en 967)[nota 1]
- Leone † (mencionado en 985)
- Giorgio † (documentado de 1015 a 1018)
- Guglielmo † (mencionado en 1019)
- Ugo † (antes de 1029-después de 1052)[26]
- Agino † (antes de 1059-después de 1072)[26]
- Drago (Gragdo) †[nota 2]
- Rainerio † (mencionado en 1107 o 1117)[26]
- Chiarissimo † (antes de 1126-después de 1134)
- Ildebrando? † (mencionado en 1144)[24]
- Rufino II † (?-después de 1179 nombrado arzobispo de Sorrento)
- Guido I † (antes de 1197-después de octubre de 1208)[27]
- Guido II † (antes de septiembre de 1212-30 de julio de 1228 falleció)[28]
- Matteo † (antes de 1236-después de 1237)
- Morico †[nota 3]
  - Crescenzio da Jesi, O.F.M. † (1250) (obispo electo, no confirmado)[29]
- Niccolò di Calvi, O.F.M. † (20 de agosto de 1250-verano de 1273 falleció)[29]
- Illuminato da Chieti, O.F.M. † (antes del 4 de septiembre de 1273[29]-después de junio de 1280 falleció)[30]
- Simone Offreduzzi, O.F.M. † (10 de marzo de 1282-después de abril de 1295 renunció)
- Teobaldo Pontano, O.F.M. † (13 de febrero de 1296-1329 falleció)
- Corrado † (11 de octubre de 1329-1337 falleció)
- Pastore di Serrascuderio, O.F.M. † (1 de octubre de 1337-27 de enero de 1339 nombrado arzobispo de Embrun)
- Niccolò Fucci, O.F.M. † (15 de marzo de 1339-después del 12 de abril de 1348 falleció)
- Bertrando Escarpiti, O.F.M. † (14 de agosto de 1348-? falleció)
- Bertrand Lagier, O.F.M. † (18 de diciembre de 1357-24 de enero de 1368 nombrado obispo de Glandèves)
- Giacomo Annibaldi, O.F.M. † (24 de enero de 1368-1369 falleció)
- Tommaso Racani, O.F.M. † (29 de enero de 1369-1374 falleció)
- Nicolò Sperelli, O.F.M. † (circa 1374-?)
  - Ludovico di Francesco, O.F.M. † (29 de noviembre de 1378-?) (antiobispo)
- Ermanno Baglioni † (mencionado en 1385)
- Edoardo Michelotti † (circa 1388-1390 depuesto)
- Andrea Galeazzi, O.F.M. † (10 de octubre de 1390-1404 nombrado obispo de Montefiascone)
- Giacomo d'Antiochia † (27 de febrero de 1404-1405 renunció)[nota 4]
- Nicolò Vannini, O.F.M. † (4 de febrero de 1405-1411 depuesto)
- Benedetto Vanni de Attoni, O.S.B. † (antes del 15 de marzo de 1411-1419 renunció)
- Nicolò Vannini, O.F.M. † (23 de abril de 1419-6 o 7 de junio de 1429 falleció) (por segunda vez)
- Damiano Buselli, O.F.M. † (26 de agosto de 1429-1444 renunció)
- Francesco Oddi † (4 de noviembre de 1444-después del 14 de junio de 1456 falleció)
- Carlo Nepi † (1 de octubre de 1456-10 de octubre de 1473 falleció)
- Andrea Egidi, O.F.M. † (26 de noviembre de 1473-1474 falleció)
- Barnaba Bennati † (9 de enero de 1475-10 de agosto de 1483 renunció)
- Francesco Insegna, O.F.M. † (10 de agosto de 1483 por sucesión-10 de diciembre de 1495 falleció)
- Geremia Contugi † (8 de febrero de 1496-1509 renunció)
  - Zaccaria Contugi † (16 de diciembre de 1509-15 de enero de 1526 falleció) (administrador apostólico)
  - Silvio Passerini † (19 de enero de 1526-20 de abril de 1529 falleció) (administrador apostólico)
- Angelo Marzi † (10 de noviembre de 1529-1541 renunció)
- Angelo Archilegi † (4 de febrero de 1541-2 de mayo de 1543 falleció)
- Ludovico Magnaschi di Santa Fiora † (6 de julio de 1543-1552 falleció)
- Tiberio Muti † (9 de marzo de 1552-1554 renunció)
- Galeazzo Roscio † (8 de octubre de 1554-16 de octubre de 1563 falleció)
- Filippo Geri † (1 de marzo de 1564-1575 falleció)
- Antonio Lorenzini † (2 de diciembre de 1575-1577 falleció)
- Giovanni Battista Brugnatelli † (21 de junio de 1577-1591 falleció)
- Marcello Crescenzi † (13 de noviembre de 1591-13 de agosto de 1630 falleció)
- Tegrimo Tegrimi † (23 de septiembre de 1630-13 de marzo de 1641 falleció)
- Malatesta Baglioni † (16 de septiembre de 1641-11 de febrero de 1648 falleció)
  - Sede vacante (1648-1653)
- Paolo Emilio Rondinini † (5 de mayo de 1653-16 de septiembre de 1668 falleció)

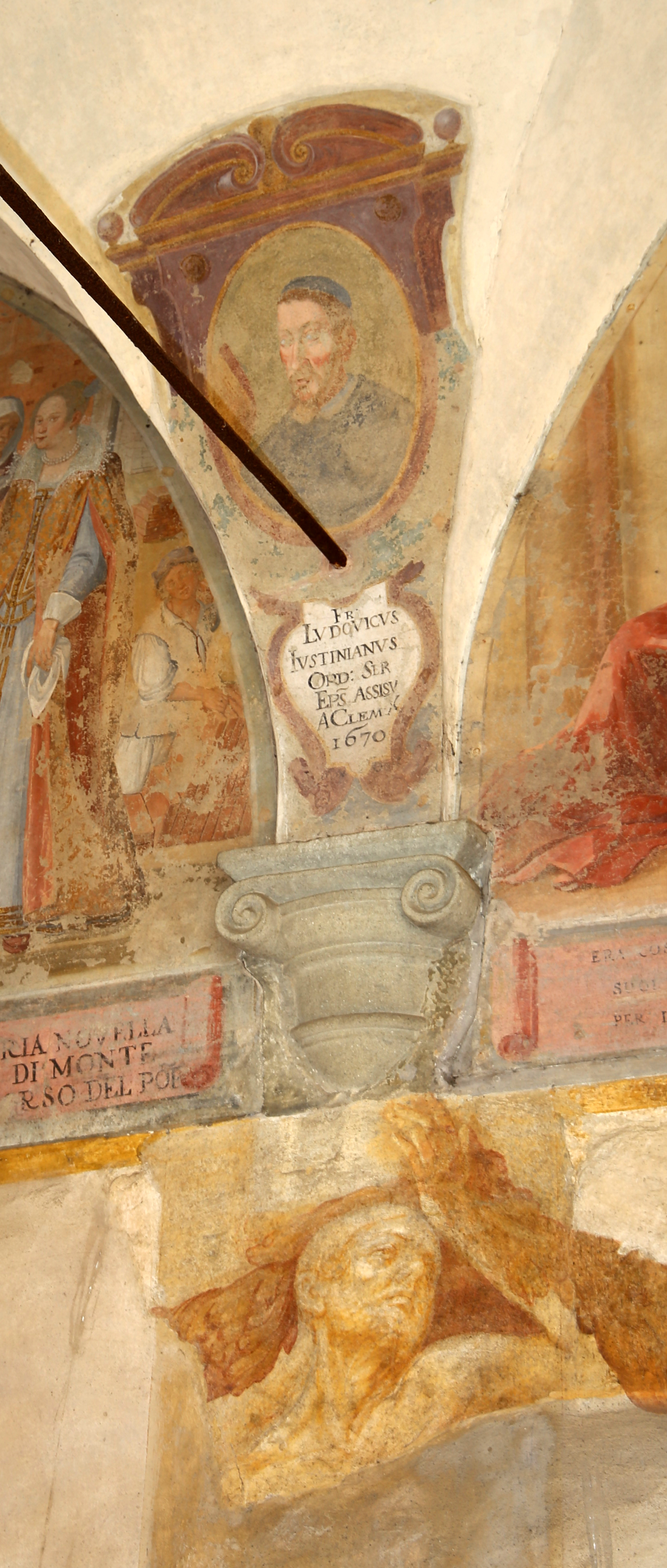
Ludovico Giustiniani, obispo de Asís de 1670 a 1685

- Ludovico Giustiniani, O.S.M. † (1 de septiembre de 1670-20 de junio de 1685 falleció)
- Francesco Nerli † (1 de octubre de 1685-antes del 12 de noviembre de 1689 renunció)
- Carlo Salvatori † (28 de noviembre de 1689-13 de abril de 1692 falleció)
- Giovanni Vincenzo Lucchesini, O.S.M. † (13 de abril de 1693-abril de 1698 falleció)
- Ottavio Spader, O.F.M. † (19 de diciembre de 1698-24 de marzo de 1715 falleció)
- Ruggero Giacobetti † (29 de mayo de 1715-3 de mayo de 1716 falleció)
- Simone Marco Palmerini † (1 de julio de 1716-2 de octubre de 1731 falleció)
- Giovanni Battista Rondoni † (31 de marzo de 1732-12 de septiembre de 1735 falleció)
- Ottavio Ringhieri † (11 de abril de 1736-8 de enero de 1755 falleció)
- Nicola Sermattei † (17 de marzo de 1755-11 de marzo de 1780 falleció)
- Carlo Zangari † (18 de septiembre de 1780-31 de marzo de 1796 falleció)
- Francesco Maria Giampè † (27 de junio de 1796-8 de marzo de 1827 falleció)
- Gregorio Zelli, O.S.B. † (21 de marzo de 1827-2 de julio de 1832 nombrado obispo de Ascoli Piceno)
- Domenico Secondi, O.F.M.Conv. † (2 de julio de 1832-5 de junio de 1841 renunció[nota 5])
- Carlo Giuseppe Peda, B. † (12 de julio de 1841-21 de julio de 1843 falleció)
- Luigi Landi-Vittorj † (22 de enero de 1844-25 de agosto de 1867 falleció)
  - Sede vacante (1867-1872)
- Paolo Fabiani † (23 de febrero de 1872-17 de mayo de 1880 falleció)
- Peregrini Tofoni † (20 de agosto de 1880-31 de enero de 1883 falleció)
- Gaetano Lironi † (15 de marzo de 1883-30 de mayo de 1889 falleció)
- Nicanore Priori † (30 de diciembre de 1889-15 de diciembre de 1895 falleció)
- Luigi De Persiis † (22 de junio de 1896-31 de octubre de 1904 falleció)
- Ambrogio Luddi † (27 de febrero de 1905-22 de diciembre de 1927 renunció[nota 6])
- Giuseppe Placido Nicolini, O.S.B. † (22 de junio de 1928-25 de noviembre de 1973 falleció)[31]
- Dino Tomassini † (12 de diciembre de 1974-30 de julio de 1980 falleció)
- Sergio Goretti † (14 de diciembre de 1980-30 de septiembre de 1986 nombrado obispo de Asís-Nocera Umbra-Gualdo Tadino)

### Obispos de Asís-Nocera Umbra-Gualdo Tadino
- Sergio Goretti † (30 de septiembre de 1986-19 de noviembre de 2005 retirado)
- Domenico Sorrentino, desde el 19 de noviembre de 2005

### Diócesis de Asís
- (en italiano) Giuseppe Di Costanzo, Disamina degli scrittori e dei monumenti risguardanti S. Rufino martire e vescovo di Asisi, Asís, 1797
- (en italiano) Giuseppe Cappelletti, Le Chiese d'Italia dalla loro origine sino ai nostri giorni, Venecia, 1846, vol. V, pp. 71-193
- (en italiano) Francesco Lanzoni, Le diocesi d'Italia dalle origini al principio del secolo VII (an. 604), vol. I, Faenza, 1927, pp. 461-480
- (en latín) Pius Bonifacius Gams, Series episcoporum Ecclesiae Catholicae, Graz, 1957, pp. 668-670
- (en latín) Konrad Eubel, Hierarchia Catholica Medii Aevi, vol. 1, pp. 112-113; vol. 2, p. 97; vol. 3, pp. 120-121; vol. 4, p. 97; vol. 5, p. 101; vol. 6, p. 102

### Diócesis de Nocera y de Tadinum
- (en italiano) Ludovico Jacobilli, Di Nocera nell'Umbria e sua diocesi e cronologia de' Vescovi di essa Città, Foligno, 1653
- (en latín) Ferdinando Ughelli, Italia sacra, vol. X, 1722, col. 167-168
- (en italiano) Giuseppe Cappelletti, Le Chiese d'Italia dalla loro origine sino ai nostri giorni, Venecia, 1846, vol. V, pp. 9-37 y 40-43
- (en italiano) Antonio Castellucci, La cattedrale di Nocera Umbra, Perugia, 1916
- (en italiano) Francesco Lanzoni, Le diocesi d'Italia dalle origini al principio del secolo VII (an. 604), vol. I, Faenza, 1927, pp. 453-456 y 483-484
- (en italiano) Ruggero Guerrieri, Storia civile ed ecclesiastica del comune di Gualdo Tadino, Gubbio, 1933
- (en latín) Pius Bonifacius Gams, Series episcoporum Ecclesiae Catholicae, Graz, 1957, pp. 709-710
- (en latín) Konrad Eubel, Hierarchia Catholica Medii Aevi, vol. 1, p. 377; vol. 2, p. 205; vol. 3, p. 261; vol. 4, p. 262; vol. 5, pp. 293-294; vol. 6, p. 315